# Ћукали
Ћукали су насељено мјесто у општини Србац, Република Српска, БиХ. Према попису становништва из 1991. у насељу је живјело 380 становника.

## Образовање
У Ћукалима постоји основна школа које ради већ 40 година.

## Становништво
| Националност       | 1991. |
| Срби               | 364   |
| Југословени        | 14    |
| остали и непознато | 2     |
| укупно             | 380   |

| Демографија | Демографија | Демографија |
| Година      | Становника  | Становника  |
| ----------- | ----------- | ----------- |
| 1948.       | 724         |             |
| 1953.       | 734         |             |
| 1961.       | 710         |             |
| 1971.       | 489         |             |
| 1981.       | 488         |             |
| 1991.       | 380         |             |
| 1993.       | 346         |             |